# Маркіз Дауншир

Герб маркізів Дауншир.

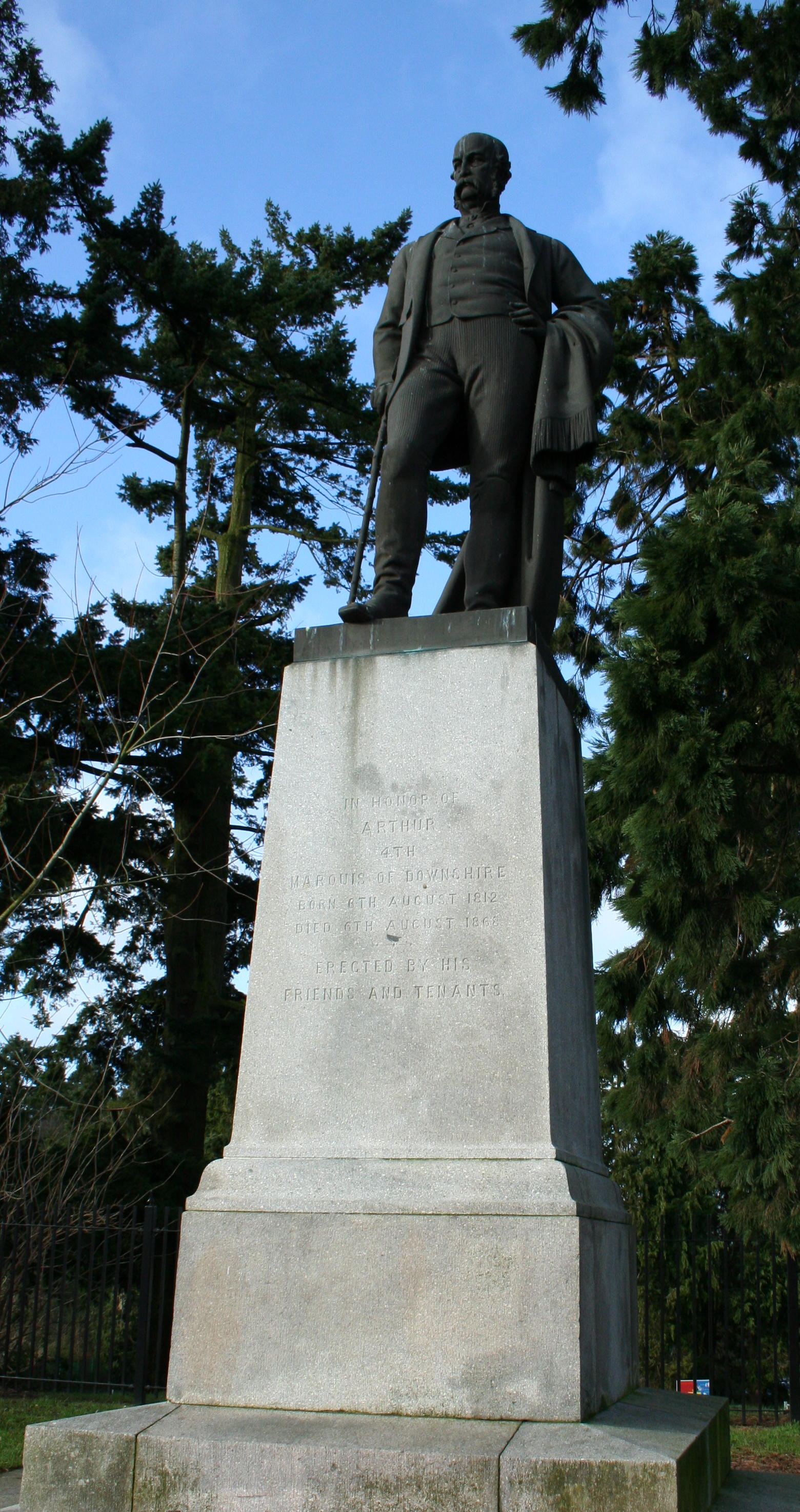
Пам’ятник Артуру Віллсу Бланделлу Сендісу Трамбуллу Віндзору Гіллу (1812 – 1868) – IV маркізу Дауншир.

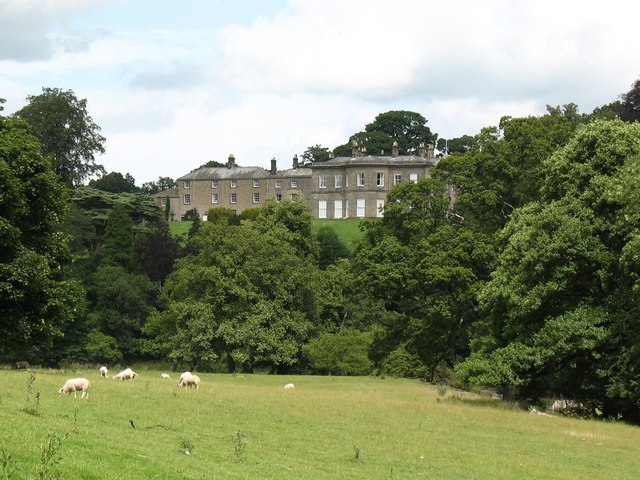
Замок Кліфтон.

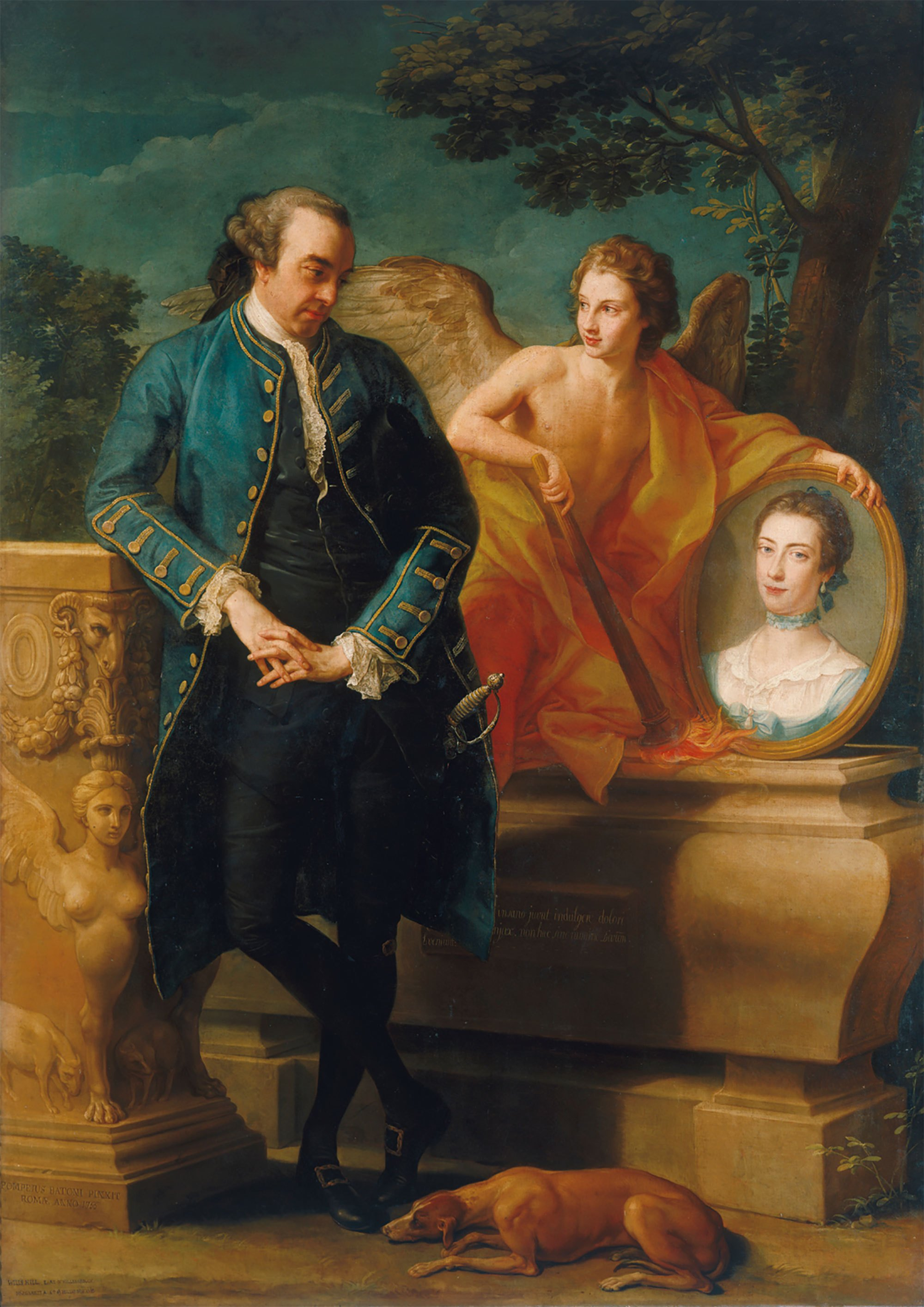
Віллс Гілл – І маркіз Дауншир.

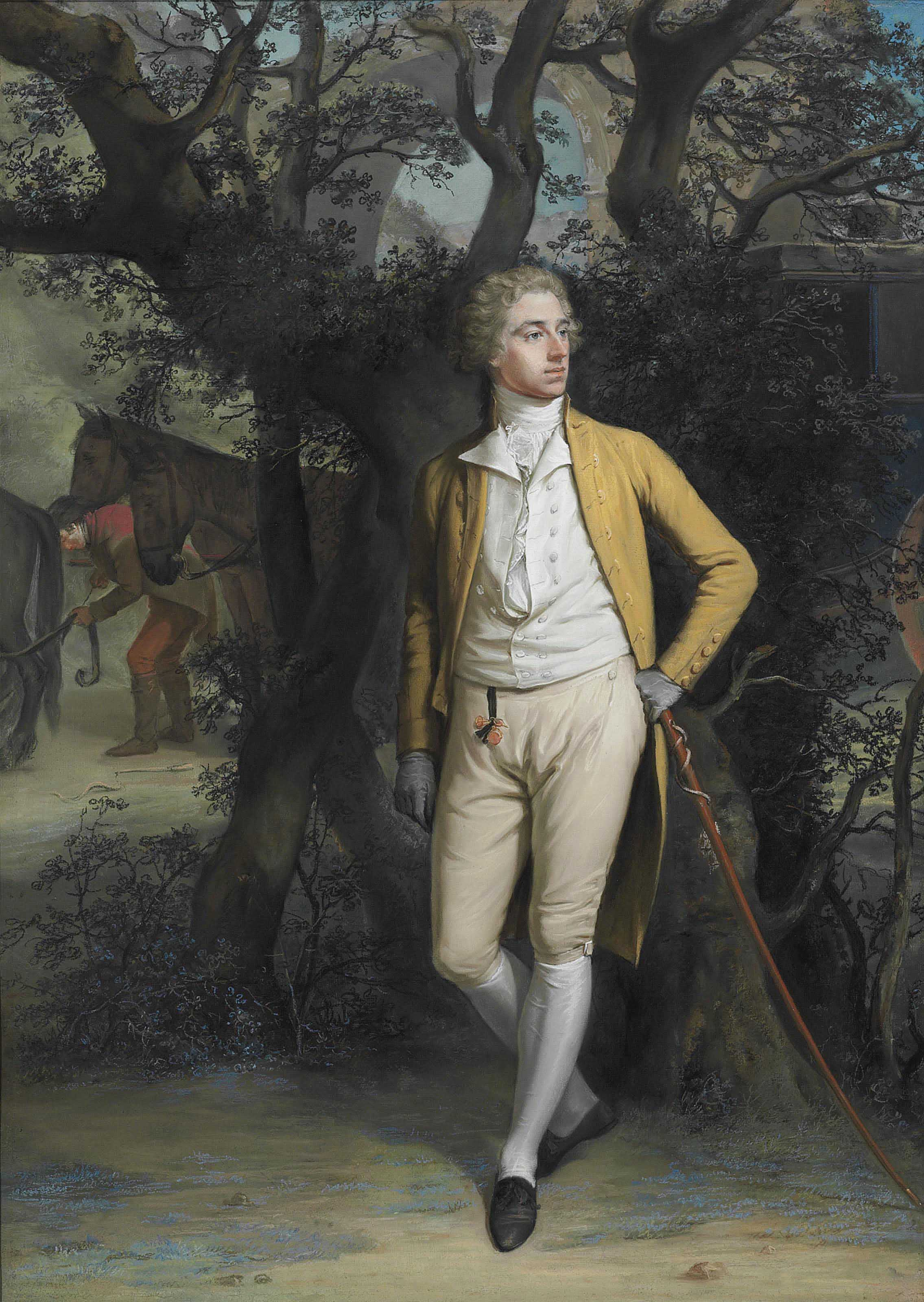
Артур Гілл (1753 – 1801) – II маркіз Дауншир.

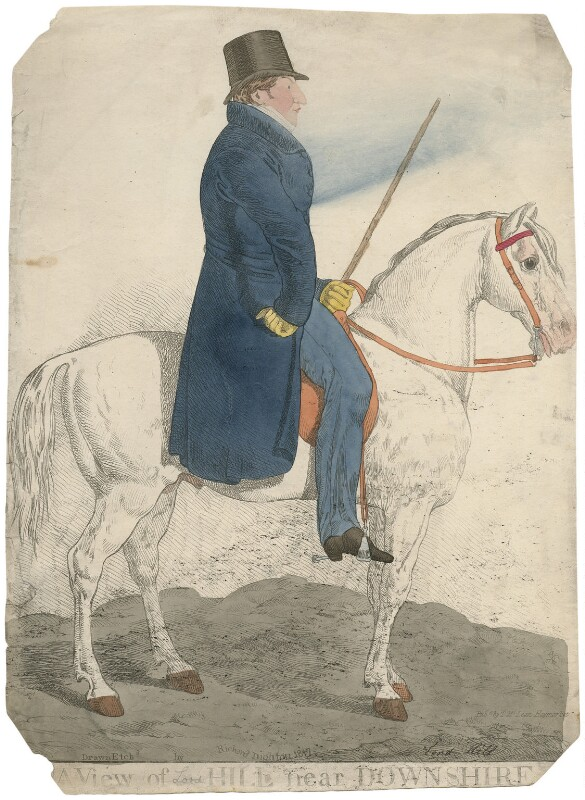
Артур Трамбулл Хілл – III маркіз Дауншир. Карикатура «Вид на Хілл біля Даунширу», 1817 рік.

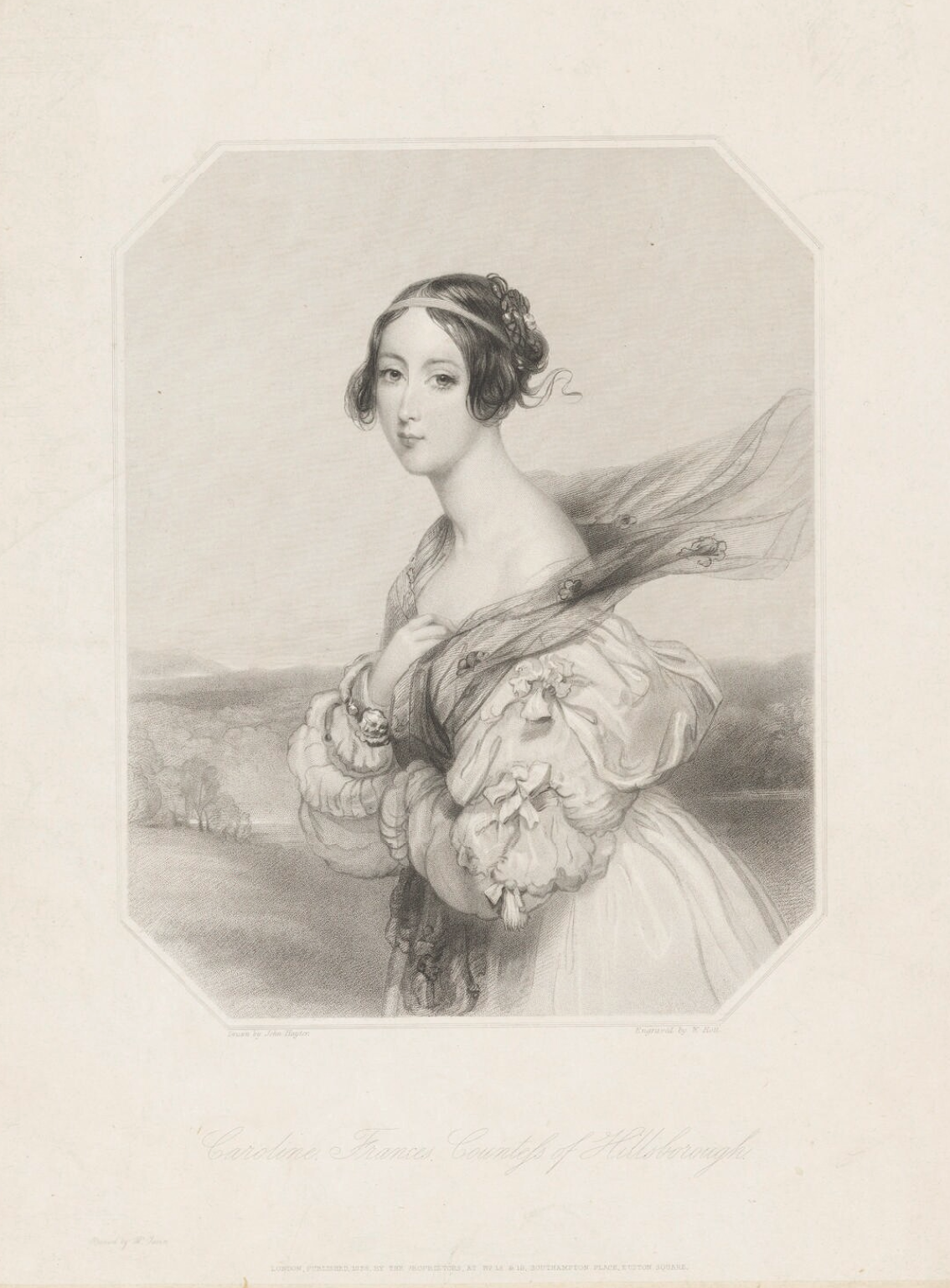
Керолайн Френсіс Гілл – графиня Гіллсборо, гравюра 1838 року.

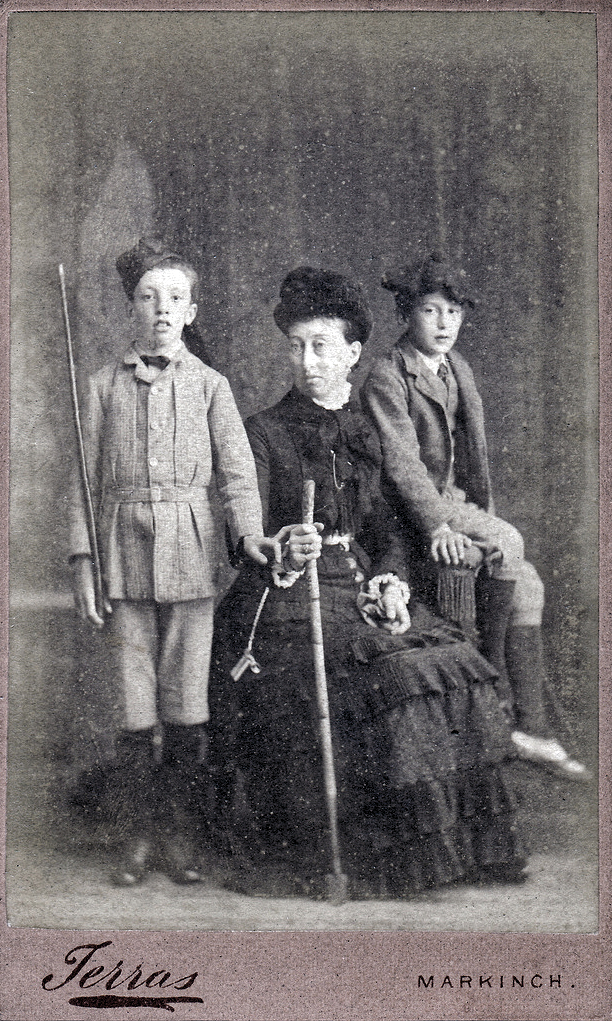
Артур Хілл – VI маркіз Дауншир (ліворуч) бл.1880.

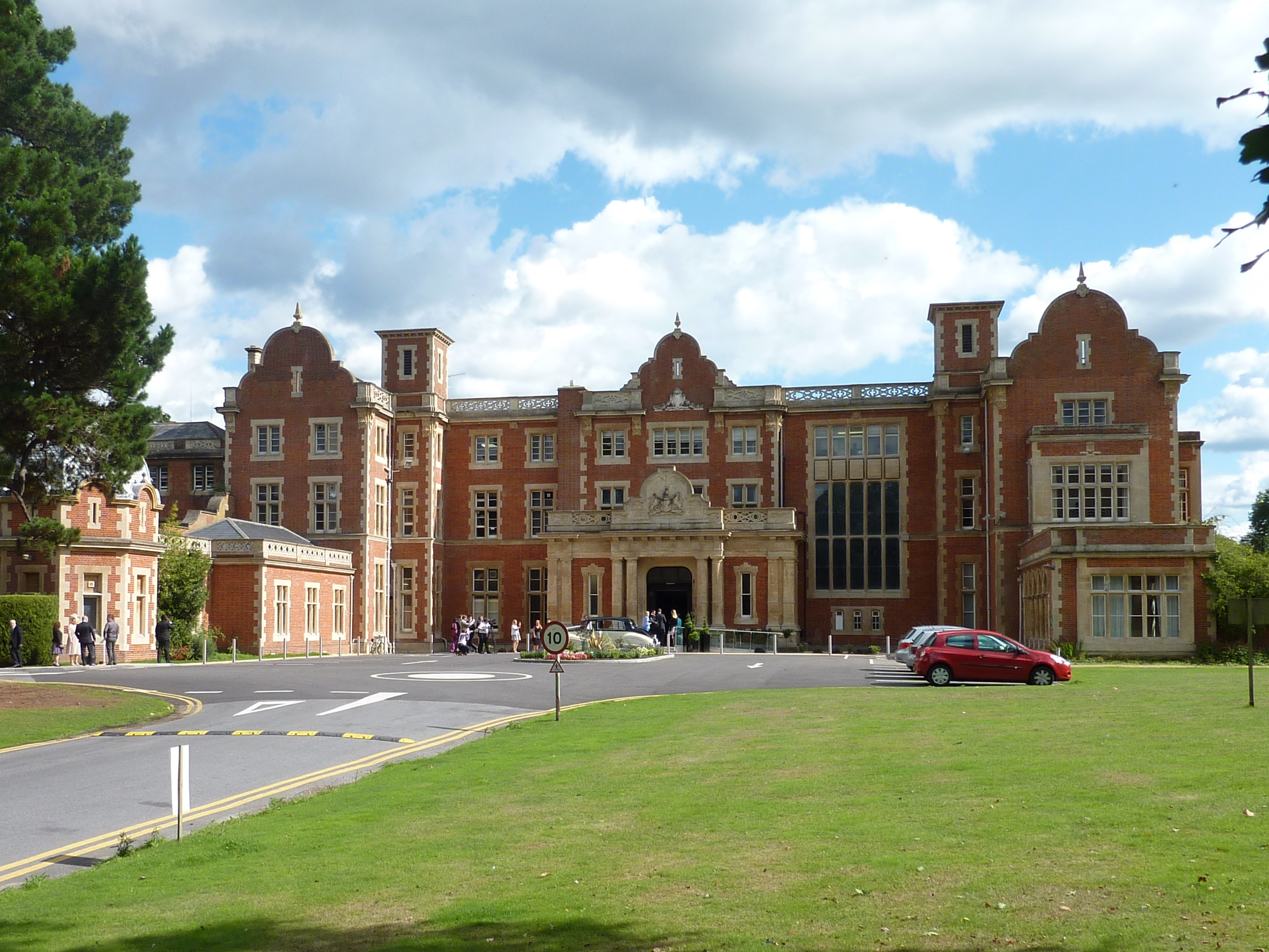
Маєток Істгемпстед-Парк.

Маркіз Дауншир (англ. - Marquess of Downshire) – аристократичний титул в перстві Ірландії.

## Гасла маркізів Дауншир
- Per Deum ferrum obtinui – «Клянуся Богом і моїм мечем, я здобув» (лат.)
- Ne tentes aut perfice – «Або не намагайтеся, або виконайте» (лат.)

## Історія маркізів Дауншир
Титул маркіз Дауншир був створекний в перстві Ірландії в 1789 році для Віллса Гілла – І графа Гіллсборо, що в свій час обіймав посаду державного секретаря Великобританії. Віллс Гілл на той час вже був нагороджений титулами графа Гіллсборо та віконта Кілварлін, що в графстві Даун у перстві Ірландії в 1751 році. Титул успадкував його дядько Артур Гілл – І віконт Данганнон. У 1756 році він був нагороджений титулом барона Гарвіч з Гарвіча, що в графстві Ессекс у перстві Великобританії з правом володіти спадковим місцем депутата в Палаті лордів парламенту Великобританії. У 1772 році він отримав титули графа Гіллсборо та віконта Фейрфорд, що в графстві Глостер в перстві Великобританії.
Лорд Дауншир був старшим сином Тревора Гілла, що був нагороджений титулами віконта Гіллсборо та барона Гілл з Кілварліна, що в графстві Даун в перстві Ірландії в 1717 році з правом успадкування титулів нащадками чоловічої статі його батька Майкла Гілла. Тревор Гілл був братом Артура Гілла – І віконта Данганнон. У 2013 році IX маркіз Дауншир успадкував, згідно постанов 1802 року, титул барона Сендіс. Цей титул був створений в свій час для Мері Гілл – маркізи Дауншир, вдови II маркіза Дауншир з правом успадкування титулів для її молодших синів – лорда Артура Мойзеса Вільяма Гілла, лорда Маркуса Гілла, лорда Августа Гілла, лорда Джона Гілла послідовно, але з правом успадкування титулу спадкоємцям соловічої статі старшого сина – III маркіза Дауншир. Це і сталося після смерті Річарда Гілла – VII барона Сендіс, що не мав спадкоємців чоловічої статі.
Тревор Гілл (1693 – 5 травня 1742) – І віконт Гіллсборо був англо-ірландським землевласником і політиком, депутатом Палати громад Ірландії з 1713 по 1715 рік і Палати громад Британії з 1715 по 1722 рік. Тревор Гілл був старшим сином Майкла Гілла з Гіллсборо та його дружини Енн Тревор – доньки сера Джона Тревора, депутата парламенту від Брінкінальта, Денбігшир. Він був з впливової родини землевласників графства Даун, Ірландія. Його батько помер у 1699 році, і Гілл успадкував його маєтки. Десь до 1717 року він одружився з Мері Дентон – вдовою сера Едмунда Дентона- І баронета Гіллесдена та дочкою Ентоні Роу з Масвелл-Гілл, Міддлсекс. Гілл представляв Гіллсборо в Палаті громад Ірландії з 1713 по 1715 рік, а згодом графство Даун з 1715 по 1717 рік, коли він отримав титул пера Ірландії як барон Гілл з Кілварліна, що в графстві Даун та віконт Гіллсборо. Він був включений до Таємної Ради Ірландії 20 вересня 1717 року. На британських загальних виборах 1715 року він невдало балотувався від партії вігів від Солташа, але через три місяці був обраний депутатом парламенту від Ейлсбері на довиборах 30 квітня 1715 року. У 1722 році його друг – герцог Вортон допоміг йому знову стати депутатом парламенту від Мальмсбері, але 13 грудня 1722 року його було позбавлено мандата. Він зазнав поразки на проміжних виборах в Епплбі в 1723 році і більше не балотувався до парламенту. У 1729 році він був призначений губернатором графства Даун. Гілл мав погану репутацію розпусника та марнотратника. Він намагався повернути борги, граючи в азартні ігри та на перегонах, і був одним із групи чоловіків, яких візник пошмагав батогом, ображений тим, що вони їздили голими з молодими дівчатами по Бекінгемширу. Лорд Гіллсборо помер у віці 48 років у травні 1742 року. У нього було четверо синів і дві доньки, і його титули успадкував його син Віллс, який став видатним державним діячем. Його брат Артур Гілл успадкував маєтки Треворів через їхню матір і був нагороджений титулами барон Гілл і віконт Данганнон у 1765 році.
Віллс Гілл (30 травня 1718 – 7 жовтня 1793) – І маркіз Дауншир, II віконт Гіллсборо, І  граф Гіллсборо був відомим політиком. Відомий у Північній Америці як граф Гіллсборо, він служив державним секретарем у справах колоній з 1768 по 1772 рік, у критичний період, що призвів до війни за незалежність США. Він народився у Ферфорді, Глостершир. Віллс Гілл був сином Тревора Хілла – І віконта Гіллсборо та Мері – дочки Ентоні Роу. Його назвали на честь генерала сера Чарльза Віллса, його хрещеного батька. Віллс Гілл був обраний депутатом парламенту Великобританії від Воріка в 1741 році і володів цим місцем до 1756 року. Він успадкував від свого батька титул віконта Гіллсборо в травні 1742 року (оскільки це був ірландський титул, він міг бути депутатом тільки Палати громад Великобританії). Він отримав посаду лорд-лейтенанта, став головним суддею графства Даун. У 1751 році він отримав титул графа Гіллсборо в перстві Ірландії. У 1756 року він був включений в Таємну Раду Ірландії, отримав титул барона Гарвіча з Гарвіча, що в графстві Ессекс у перстві Великої Британії, що дало йому право на місце в Палаті лордів Великобританії. Протягом майже двох років - між 1763 і 1765 роками лорд Гіллсборо був президентом Ради з торгівлі та колонізації Ірландії під керівництвом Джорджа Ґренвілла, а після короткого періоду виходу на пенсію він обійняв ту саму посаду в 1766 році, а потім обійняв посаду генерального поштмейстера під керівництвом графа Чатем. З 1768 по 1772 рік Хіллсборо був державним секретарем у справах колоній, а також президентом Торгової ради. Як на посаді, так і поза нею, Гіллсборо виступав проти будь-яких поступок американським колоністам, підтримував проект унії між Англією та Ірландією. Після виходу на пенсію в 1772 році він був призначений графом Гіллсборо в перстві Великої Британії. У 1779 році він обіймав посаду державного секретаря Південного департаменту, залишаючись на цій посаді до 1782 року. Він був останньою особою, яка обіймала цю посаду, оскільки потім ці посади були реорганізовані. У 1789 році він отримав титул маркіза Дауншир у перстві Ірландії. Він одружився вперше з леді Маргареттою – дочкою XIX графа Кілдер у 1747 році. Його другою донькою та останньою дитиною від першого шлюбу була леді Шарлотта Гілл – дружина І графа Телбот. Леді Телбот була предметом видатного портрета сера Джошуа Рейнольдса. Після її смерті в 1766 році він одружився вдруге з Мері Білсон-Легг – І баронесою Ставелл, донькою Едварда Ставелла – IV барона Ставелла, і вдовою Генрі Білсон-Легг. Шлюб відбувся в 1768 році. Вона померла в 1780 році. Лорд Дауншир помер 7 жовтня 1793 року у віці 75 років, і його спадкоємцем став його син від першого шлюбу Артур. У Сполучених Штатах на честь маркіза були названі графство Гіллсборо, штат Нью-Гемпшир, містечко Гіллсборо, штат Нью-Джерсі, місто Гіллсборо, штат Нью-Гемпшир, що входить до складу графства, місто Гіллсборо, штат Північна Кароліна, і графство Гіллсборо, штат Флорида. Місто Гіллсборо, Каліфорнія, названий на честь Гіллсборо, Нью-Гемпшир. У Канаді є затока Хіллсборо на острові Принца Едуарда та селище Гіллсборо, що в провінції Нью-Брансвік були названі на честь маркіза Дауншир.
Артур Гілл (3 березня 1753 – 7 вересня 1801) – II маркіз Дауншир, депутат парламенту, віконт Фейрфорд, граф Гіллсборо, пер Ірландії, пер Великобританії. Він був старшим сином Віллса Хілла – І графа Гіллсборо (пізніше маркіза Дауншир). Він вступив до коледжу Магдалини в Оксфорді в 1771 році та отримав ступінь магістра в 1773 році. Артур Гілл належав до партії консерваторів (торі), обирався до парламенту від «гнилого району» Лоствіл з 1774 по 1780 рік, а потім від Мальмсбері до 1784 року. Представляв графство Даун в парламенті Ірландії з 1776 року до отримання титулу пера в 1793 році. Протягом цього періоду Артур Гілл отримав низку цивільних і військових посад як в Англії, так і в Ірландії. 22 березня 1775 року він отримав звання капітана Гартфордширського ополчення, а 4 травня 1787 року — підполковника полку, 4 червня 1794 року він залишив свою посаду. 6 серпня 1779 року його призначили заступником губернатора графства Даун, отримав посаду Верховного шерифа графства Даун у 1785 році. Був обраний в Королівське товариство 22 січня 1790 року, отримав посаду заступника лейтенанта графства Беркшир 12 травня 1792 року. Після смерті свого батька 7 жовтня 1793 року він успадкував титул маркіза Дауншир в перстві Ірландії та інші титули батька.  Він також успадкував від свого батька посаду спадкового каштеляна форту Гіллсборо. Отримав посади головного судді графства Даун, губернатора графства Даун. Був включений до Таємної Ради Ірландії. Він рішуче виступив проти Союзу Великої Британії та Ірландії в 1800 році, і був покараний урядом за свою опозицію шляхом звільнення з посади губернатора Дауна та полковника міліції Даунширу, а також виключення з Таємної Ради Ірландії 12 лютого 1800 року. 29 червня 1786 року він одружився з Мері Сендіс, з якою мав семеро дітей: 
- Артур Бланделл Сендіс Трамбулл Гілл (1788 – 1845) – III маркіз Дауншир
- Генерал-лейтенант Артур Мойзес Вільям Гілл (1792 – 1860) – II барон Сендіс
- Леді Шарлотта Гілл (15 липня 1794 – 30 вересня 1821)
- Леді Мері Гілл (8 липня 1796 – 24 травня 1830)
- Артур Маркус Сесіл Сендіс Гілл (1798 – 1863) – III барон Сендіс
- Лорд Артур Август Едвін Гілл (13 серпня 1800 – 10 липня 1831)
- Майор лорд Джордж Август Гілл (9 грудня 1801 – 6 квітня 1879)

Його останній син, лорд Джордж Хілл народився після смерті свого батька, оскільки II маркіз Дауншир покінчив життя самогубством 7 вересня 1801 року. Його вдова – Мері вважала, що його рання смерть частково сталася через переслідування з боку уряду Великобританії, і з того часу стала запеклим ворогом Роберта Стюарта – віконта Каслрі. Вона була спадкоємицею свого дядька Едвіна Сендіса – II барона Сендіс, а також маєтків свого діда Вільяма Трамбалла, включаючи Істхемпстед-Парк. У 1802 році, після смерті II маркіза Дауншир, її називали баронесою Сендіс з правом успадкувати титул нащадкам чоловічої статі. Артур Гілл також мав сина Вільяма Артура Дор-Гілла, що народився в 1778 році від коханки Сари Дор (яка пізніше вийшла заміж за Вільяма Гарроу).
Артур Бланделл Сендіс Трамбулл Гілл (8 жовтня 1788 – 12 вересня 1845) – III маркіз Дауншир,  віконтом Фейрфорд, графом Хіллсборо був відомим політиком, депутатом парламенту, науковцем, фольклористом, мовознавцем. Він успадкував титул маркіза Дауншир після ранньої смерті свого батька в 1801 році. Він отримав освіту в Ітоні та Крайст-Черч, Оксфорд, отримав ступінь магістра в 1809 році. На початку своєї політичної кар’єри маркіз Дауншир належав до партії вігів і підтримував реформи. Після того як міністерство Грея прийшло до влади, він отримав низку призначень, став полковником міліції графства Даун 25 березня 1831 року та ніс другий меч на коронації короля Вільгельма IV 8 вересня 1831 року. 20 вересня він був призначений заступником лейтенанта графства Беркшир, 17 жовтня — лордом-лейтенантом графства Дауна, став кавалером ордена Святого Патріка. Він отримав почесне доктора наук з Кембриджа. Артур Гілл був палким прихильником ірландської мови та був президентом Ольстерського гельського товариства (засноване в 1830 році). На цій посаді він відіграв важливу роль у збереженні записів ірландської мови, поезії, народних і пісенних збірок і багато іншого. У 1811 році він одружився з леді Мері Віндзор - донькою Отера  Віндзора – V графа Плімут. У них було п’ятеро дітей:
- Артур Віллс Бланделл Сендіс Трамбулл Віндзор Гілл (1812 – 1868) – IV маркіз Дауншир.
- Леді Шарлотта Августа Гілл (1815 – 1861) – вийшла заміж за сера Джорджа Четвінда – III  баронета Четвінд.
- Лорд Вільям Фредерік Артур Монтег’ю Гілл (1816 – 1844) – капітан шотландських сірих гвардійців, загинув на полюванні.
- Леді Мері Пенелопа Гілл (1817 – 1884) – вийшла заміж за Олександра Гуда – І віконта Брідпорт
- Артур Едвін Хілл-Тревор (1819 – 1894) – І барон Тревор

ІІІ маркіз Дауншир помер 12 вересня 1845 року.
Артур Віллс Бланделл Сендіс Трамбулл Віндзор-Гілл (6 серпня 1812 – 6 серпня 1868) – IV маркіз Дауншир, граф Гіллсборо був депутатом парламенту і відомим політиком. Він отримав освіту в Ітоні та Крайст-Черч, Оксфорд, куди він вступив у 1830 році. 4 червня він отримав звання прапорщика в Королівському ополченні графства Даун, полковником якого був його батько, а 10 вересня отримав звання підполковника. У 1834 році він був призначений шерифом крафства Даун. З 1836 до 1845 року він представляв графство Дауна в парламенті Об’єднаного королівства Великобританії та Ірландії, був мировим суддею графства Даун. Він успадкував титул маркіза Дауншир 12 квітня 1845 року після смерті свого батька, а 30 липня був призначений полковником міліції графства Даун. Його англійською резиденцією був Істхемпстед-Парк у Беркширі, і він був призначений заступником лорд-лейтенанта цього графства в 1852 році. Став кавалером Ордена Святого Патріка 24 травня 1859 року. Він відбудував Істхемпстедську церкву в 1867 році. 23 серпня 1837 він одружився з Керолайн Френсіс Степлтон Коттон – старшою дочкою Степлтона Коттона – І віконта Комбермір. У них було четверо дітей: 
- Артур Гілл (10 червня 1841 – 28 червня 1841) – віконт Кілварлін
- Леді Еліс Марія Гілл (7 листопада 1842 – 25 лютого 1928) – вийшла заміж за Томаса Тейлора – графа Бектів
- Артур Гілл (1844 – 1874) – V маркіз Дауншир
- Полковник лорд Артур Вільям Гілл (1846 – 1931)

Артур Віллс Бланделл Трамбулл Сендіс Роден Хілл (24 грудня 1844 — 31 березня 1874) – V маркіз Дауншир, графом Гіллсборо. Успідкував титул маркіза Дауншир в 1868 році після смерті свого батька. Він жив у сімейній резиденції маєтку Істхемпстед-Парк площею 5000 акрів у Беркширі та в замку Гіллсборо з маєтком площею 115 000 акрів навколо нього, що в графстві Даун. 25 липня 1870 року він одружився з Джорджіаною Елізабет Бальфур (померла 12 січня 1919 року) – дочкою полковника Джона Бальфура з Балбірні (1811 – 1895) та леді Джорджіани Ізабель (Кемпбелл) Бальфур (померла 3 грудня 1884 року). Їхньою єдиною дитиною був Артур Віллс Джон Веллінгтон Трамбулл Бланделл Гілл, що став VI маркізом Дауншир. Він був капітаном Королівського міліційного полку графства Даун з 1862 року, корнетом і лейтенантом 1-го полку лейб-гвардії з 1866 року, корнетом Вест-Сомерсетського полку Йоманрі та заступником лорд-лейтенанта графства Даун у 1872 році, а також спадковим Констебль форту Гіллсборо. Здійснив велику посадку дерев у парку їхнього замку Гіллсборо.
До ухвалення Закону про Палату лордів 1999 року маркізи Дауншир були депутатами Палаті лордів як графи Гіллсборо. 
Маркізи Дауншир володіли чисельними маєтками та замками. Серед них був замок Гіллсборо, маєток Блессінгтон в графстві Віклоу, маєток Істгемпстед-Парк, що біля Брекнелла. 
Маркізи Дауншир є спадковими констеблями форту Гіллсборо. 
Нинішня резиденція родини Гілл та маркізів Дауншир – замок Кліфтон, що поблизу Машема в Північному Йоркширі.  

## Предки маркізів Дауншир
Предком маркізів Дауншир був лицар сер Мойзес Гілл (помер у лютому 1630 році). Він прибув до Ірландії як воїн, що служив від командуванням графа Ессекса. Артур Гілл (помер в квітні 1663 року) був полковником у війську короля Англії Карла І. Він був депутатом Палати громад парламенту Ірландії від графств Даун, Антрім та Арма в першому парламенті Протекторату в 1654 – 1655 роках. Він отримав посаду констебля замку Гіллсборо в 1660 році, був обраний депутатом Палати громад парламенту Ірландії від графства Даун в 1661 році. Вільям Гілл (помер у 1693 році) успадкував маєтки Гіллсборо після смерті його старшого зведеного брата Мойзеса Гілла, був таємним радником Ірландії під час правління королів Карла II та Якова II. Він був депутатом Палати громад парламенту Ірландії від Баллішеннона в 1661 – 1666 роках. Майкл Гілл (1662 – 1699) був таємним радником Ірландії, депутатом Палати громад від Солташа та Гіллсборо. Він одружився з Енн – дочкою та спадкоємицею сера Джона Тревора – майстра рукописів та спікера Палати громад парламенту Ірландії.

## Віконти Гіллсборо (1717)
- Тревор Гілл (1693 – 1742) – І віконт Гіллсборо
- Віллс Гілл (1718 – 1793) – II віконт Гіллсборо (отримав титул граф Гіллсборо в 1751 р.)

## Графи Гіллсборо (1751)
- Уіллс Гілл (1718 – 1793) – І граф Гіллсборо (отримав титул маркіз Дауншир у 1789 році)

## Маркізи Дауншир (1789)
- Уіллс Гілл (1718 – 1793) – І маркіз Дауншир
- Артур Гілл (1753 – 1801) – II маркіз Дауншир
- Артур Бланделл Сендіс Трамбулл Гілл (1788 – 1845) – III маркіз Дауншир
- Артур Віллс Бланделл Сендіс Трамбулл Віндзор Гілл (1812 – 1868) – IV маркіз Дауншир
- Артур Віллс Бланделл Трамбулл Сендіс Роден Гілл (1844 –  1874) – V маркіз Дауншир
- Артур Віллс Джон Веллінгтон Трамбулл Бланделл Гілл (1871 –  1918) – VI маркіз Дауншир
- Артур Віллс Персі Веллінгтон Бланделл Трамбулл Гілл (1894 – 1989) – VII маркіз Дауншир
- Артур Робін Ян Гілл (1929 – 2003) – VIII маркіз Дауншир
- Артур Френсіс Ніколас Віллс Гілл (нар. 1959) – IX маркіз Дауншир, VIII барон Сендіс

Спадкоємцем титулу є син нинішнього власника титулу Едмунд Робін Артур Гілл – граф Гіллсборо (народився в 1996 році). 